# Bourg-Saint-Maurice
Bourg-Saint-Maurice (en francoprovencal Le Bôrg) est une commune française située dans la vallée de la Tarentaise, dans le département de la Savoie en région Auvergne-Rhône-Alpes.

## Géographie
Bourg-Saint-Maurice est une commune située à 840 m d'altitude, au bord de l'Isère. Le point culminant de la commune se trouve à l'Aiguille des Glaciers à 3 816 m.
Sa station de sports d'hiver, les Arcs, offre un domaine skiable culminant à 3 226 mètres (Aiguille Rouge). La station et les nombreux sommets accessibles en ski offrent des panoramas sur la vallée de la Tarentaise et le mont Blanc.

### Localisation
Bourg-Saint-Maurice est situé à 54 km d'Albertville, 103 km de Chambéry, 203 km de Lyon mais aussi 196 km de Turin et 269 km de Milan. La ville se trouve non loin de la frontière franco-italienne située au col du Petit Saint Bernard (Piccolo San Bernardo) (30 km).

### Communes limitrophes
| Beaufort             | Les Contamines-Montjoie | La Thuile       |
| La Plagne-Tarentaise | Bourg Saint-Maurice     | Seez Villaroger |
| Les Chapelles        | Landry                  | Peisey-Nancroix |

### Climat
Pour des articles plus généraux, voir Climat d'Auvergne-Rhône-Alpes et Climat de la Savoie.
En 2010, le climat de la commune est de type climat de montagne, selon une étude du Centre national de la recherche scientifique s'appuyant sur une série de données couvrant la période 1971-2000. En 2020, Météo-France publie une typologie des climats de la France métropolitaine dans laquelle la commune est exposée à un climat de montagne ou de marges de montagne et est dans la région climatique Alpes du nord, caractérisée par une pluviométrie annuelle de 1 200 à 1 500 mm, irrégulièrement répartie en été.
Pour la période 1971-2000, la température annuelle moyenne est de 8,7 °C, avec une amplitude thermique annuelle de 18,5 °C. Le cumul annuel moyen de précipitations est de 1 083 mm, avec 8,9 jours de précipitations en janvier et 8,9 jours en juillet. Pour la période 1991-2020, la température moyenne annuelle observée sur la station météorologique installée sur la commune est de 10,5 °C et le cumul annuel moyen de précipitations est de 975,6 mm,. Pour l'avenir, les paramètres climatiques de la commune estimés pour 2050 selon différents scénarios d'émission de gaz à effet de serre sont consultables sur un site dédié publié par Météo-France en novembre 2022.
| Mois                                  | jan.             | fév.             | mars             | avril           | mai             | juin          | jui.            | août           | sep.            | oct.          | nov.             | déc.             | année      |
| ------------------------------------- | ---------------- | ---------------- | ---------------- | --------------- | --------------- | ------------- | --------------- | -------------- | --------------- | ------------- | ---------------- | ---------------- | ---------- |
| Température minimale moyenne (°C)     | −3,2             | −2,8             | 0,7              | 4,1             | 7,9             | 11,2          | 12,9            | 12,6           | 9,3             | 5,7           | 1,1              | −2,2             | 4,8        |
| Température moyenne (°C)              | 1,2              | 2,5              | 6,7              | 10,1            | 14,2            | 17,8          | 19,8            | 19,5           | 15,6            | 11,3          | 5,6              | 1,7              | 10,5       |
| Température maximale moyenne (°C)     | 5,7              | 7,8              | 12,8             | 16,2            | 20,4            | 24,5          | 26,7            | 26,4           | 21,9            | 16,9          | 10,2             | 5,7              | 16,3       |
| Record de froid (°C) date du record   | −21,3 06.01.1985 | −19,6 11.02.1986 | −15,1 07.03.1971 | −7,5 06.04.1970 | −2,3 06.05.1979 | 0,4 01.06.11  | 2,9 06.07.1965  | 2,9 31.08.1995 | −1,2 30.09.1974 | −6 31.10.1950 | −13,2 30.11.1978 | −18,1 17.12.1950 | −21,3 1985 |
| Record de chaleur (°C) date du record | 16 29.01.08      | 21,5 25.02.21    | 25,6 30.03.21    | 28,6 09.04.11   | 33,8 24.05.09   | 37,6 27.06.19 | 38,4 31.07.1983 | 37,5 23.08.23  | 33,1 01.09.09   | 28,7 07.10.09 | 23,5 02.11.20    | 17,6 16.12.1989  | 38,4 1983  |
| Ensoleillement (h)                    | 109,6            | 122              | 169,5            | 176,3           | 200             | 226           | 249,4           | 231,6          | 188,9           | 142,5         | 99,2             | 93,9             | 2 008,8    |
| Précipitations (mm)                   | 100,8            | 75,9             | 73,8             | 57,3            | 83,2            | 82            | 81,2            | 78,4           | 67,7            | 77,7          | 83,9             | 113,7            | 975,6      |

### Voies de communication et transports
L'essentiel des transports collectifs est assuré par la SNCF depuis sa gare terminus de la ligne de la Tarentaise et par les autocars des sociétés Alpbus RATP et Transdev Martin. Ceux-ci relient la gare de Bourg-Saint-Maurice à l'ensemble des stations de sports d'hiver de la Haute Tarentaise : Les Arcs, Villaroger, La Rosière (Montvalezan), Tignes, Val-d'Isère, Sainte-Foy-Tarentaise.

#### Voies routières
Bourg-Saint-Maurice est desservie par la RN 90 qui relie Bourg-Saint-Maurice aux autres agglomérations de la Tarentaise (Aime, Moûtiers, Albertville). La D 1090 relie Bourg-Saint-Maurice à la station de La Rosière (Montvalezan) et à l'Italie par le col du Petit-Saint-Bernard. La D 84 relie Bourg-Saint-Maurice aux stations de Tignes, de Val-d'Isère, de Sainte-Foy-Tarentaise et à la vallée de la Maurienne par le col de l'Iseran. La D 925 relie Bourg-Saint-Maurice à Beaufort par le Cormet de Roselend.

#### Transport ferroviaire

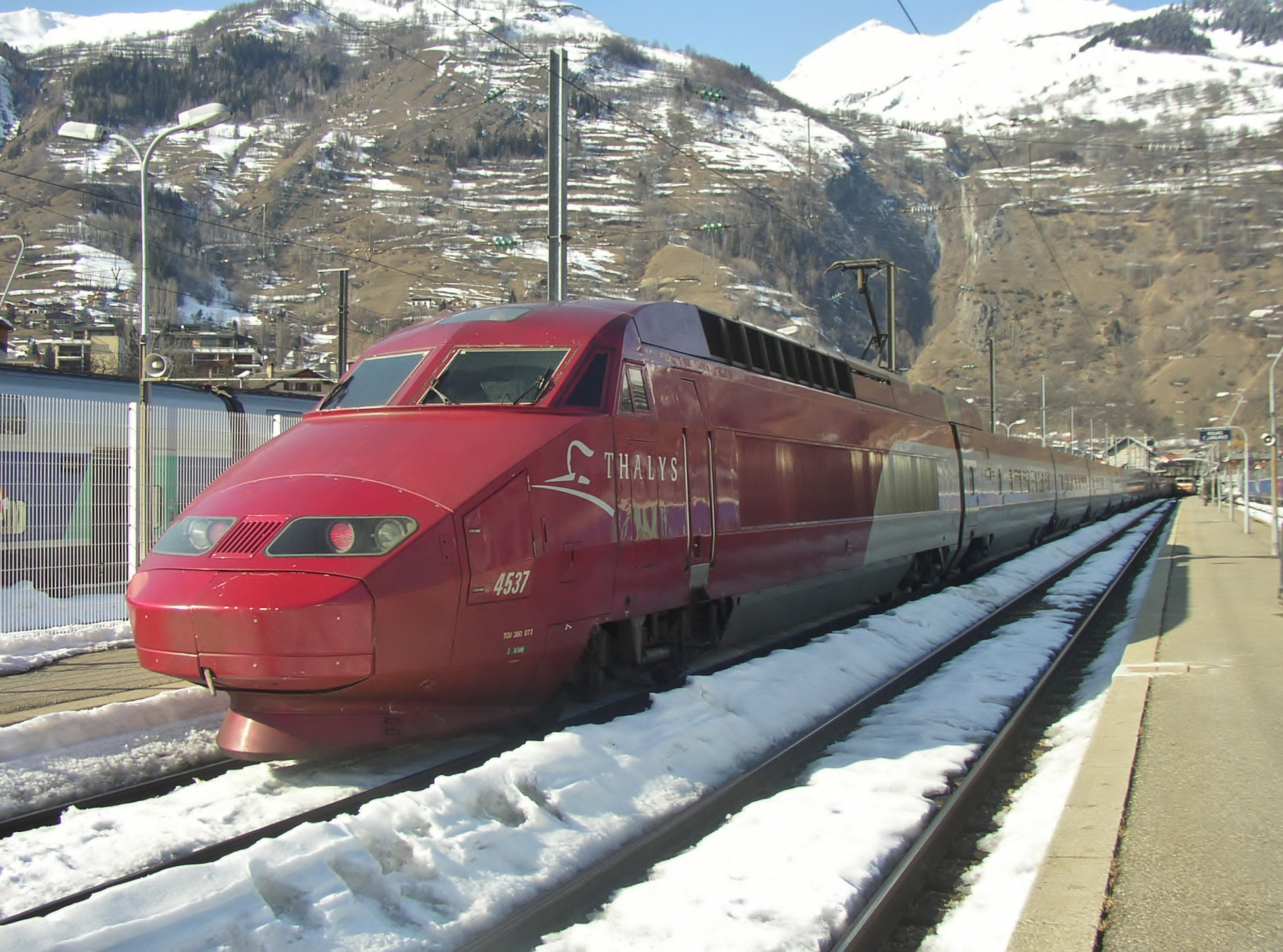
Rame Thalys PBA en provenance de Bruxelles en gare de Bourg-Saint-Maurice.

La gare de Bourg-Saint-Maurice est le terminus de la ligne ferroviaire reliant par TGV les stations de sports d'hiver de la haute Tarentaise (Val-d'Isère, Tignes, Les Arcs, La Plagne, La Rosière), avec les grandes capitales européennes (Londres, Bruxelles, Paris), et dernière ville avant le col du Petit-Saint-Bernard.

#### Transport en commun

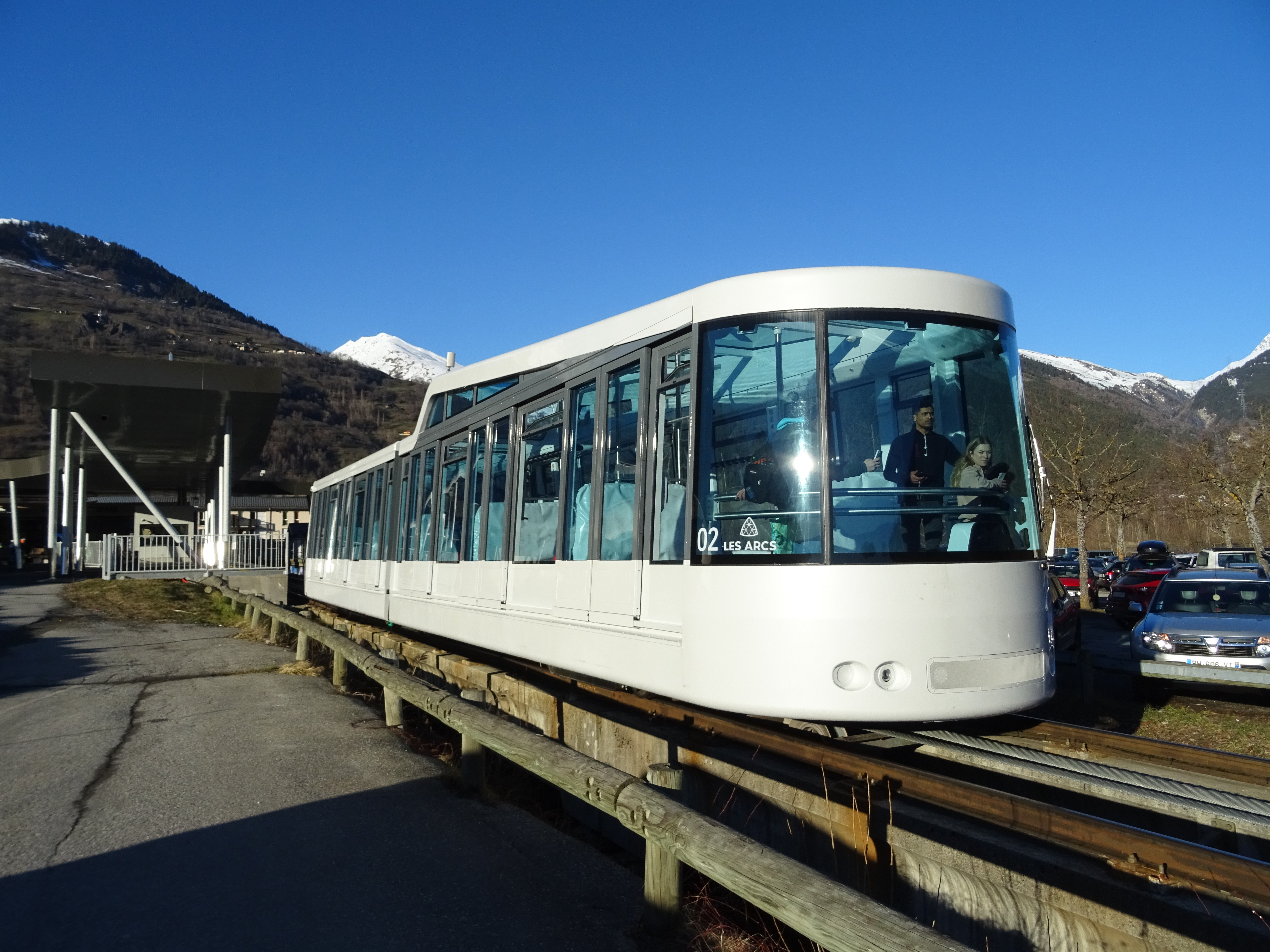
Le funiculaire Les Arcs' express relie « Arc 1600 » à la gare de Bourg-Saint-Maurice.

Trois lignes de navettes gratuites du réseau La Ronde desservent toute l'année différents quartiers de Bourg-Saint-Maurice et de la commune voisine de Séez. Les horaires sont variables selon la période de l'année.
Un service de navettes gratuites est proposé pendant la saison hivernale d'ouverture de la station des Arcs de 7 h 30 à 21 h 30 (une toutes les 20 minutes) entre les différentes stations : « Arc 1600 », « Arc 1800 », « Arc 1950 » et « Arc 2000 ». Le hub de ces navettes est situé à l'arrivée du funiculaire, à Arc 1600. Une ligne part vers Arc 1800 et revient vers Arc 1600, tandis que l'autre part vers Arc 1950, puis Arc 2000 et retour vers Arc 1600. Depuis Arc 1800, il est également possible d'emprunter une navette gratuite pour se rendre vers le refuge de Rosuel, à l'entrée du parc de la Vanoise.
En été, un service de navettes payantes relie Bourg-Saint-Maurice à la vallée des Chapieux sur le Tour du Mont-Blanc. Une autre navette payante mène de Bourg-Saint-Maurice au col du Petit Saint Bernard et la frontière italienne.
Le funiculaire Les Arcs' express est en service pendant les saisons hivernales (de décembre à avril) et estivales (juillet et août), il relie Bourg-Saint-Maurice aux Arcs par Montrigon et Les Granges.

## Urbanisme

### Typologie
Au 1er janvier 2024, Bourg-Saint-Maurice est catégorisée petite ville, selon la nouvelle grille communale de densité à sept niveaux définie par l'Insee en 2022.
Elle appartient à l'unité urbaine de Bourg-Saint-Maurice, une agglomération intra-départementale regroupant deux  communes, dont elle est ville-centre,,. Par ailleurs la commune fait partie de l'aire d'attraction de Bourg-Saint-Maurice, dont elle est la commune-centre,. Cette aire, qui regroupe 9 communes, est catégorisée dans les aires de moins de 50 000 habitants,.

### Occupation des sols
L'occupation des sols de la commune, telle qu'elle ressort de la base de données européenne d’occupation biophysique des sols Corine Land Cover (CLC), est marquée par l'importance des forêts et milieux semi-naturels (91,6 % en 2018), une proportion sensiblement équivalente à celle de 1990 (92 %). La répartition détaillée en 2018 est la suivante : 
espaces ouverts, sans ou avec peu de végétation (42,2 %), milieux à végétation arbustive et/ou herbacée (36,9 %), forêts (12,5 %), zones agricoles hétérogènes (3,1 %), prairies (2,1 %), espaces verts artificialisés, non agricoles (1,9 %), zones urbanisées (0,9 %), zones industrielles ou commerciales et réseaux de communication (0,3 %), eaux continentales (0,1 %).
L'IGN met par ailleurs à disposition un outil en ligne permettant de comparer l’évolution dans le temps de l’occupation des sols de la commune (ou de territoires à des échelles différentes). Plusieurs époques sont accessibles sous forme de cartes ou photos aériennes : la carte de Cassini (XVIIIe siècle), la carte d'état-major (1820-1866) et la période actuelle (1950 à aujourd'hui).

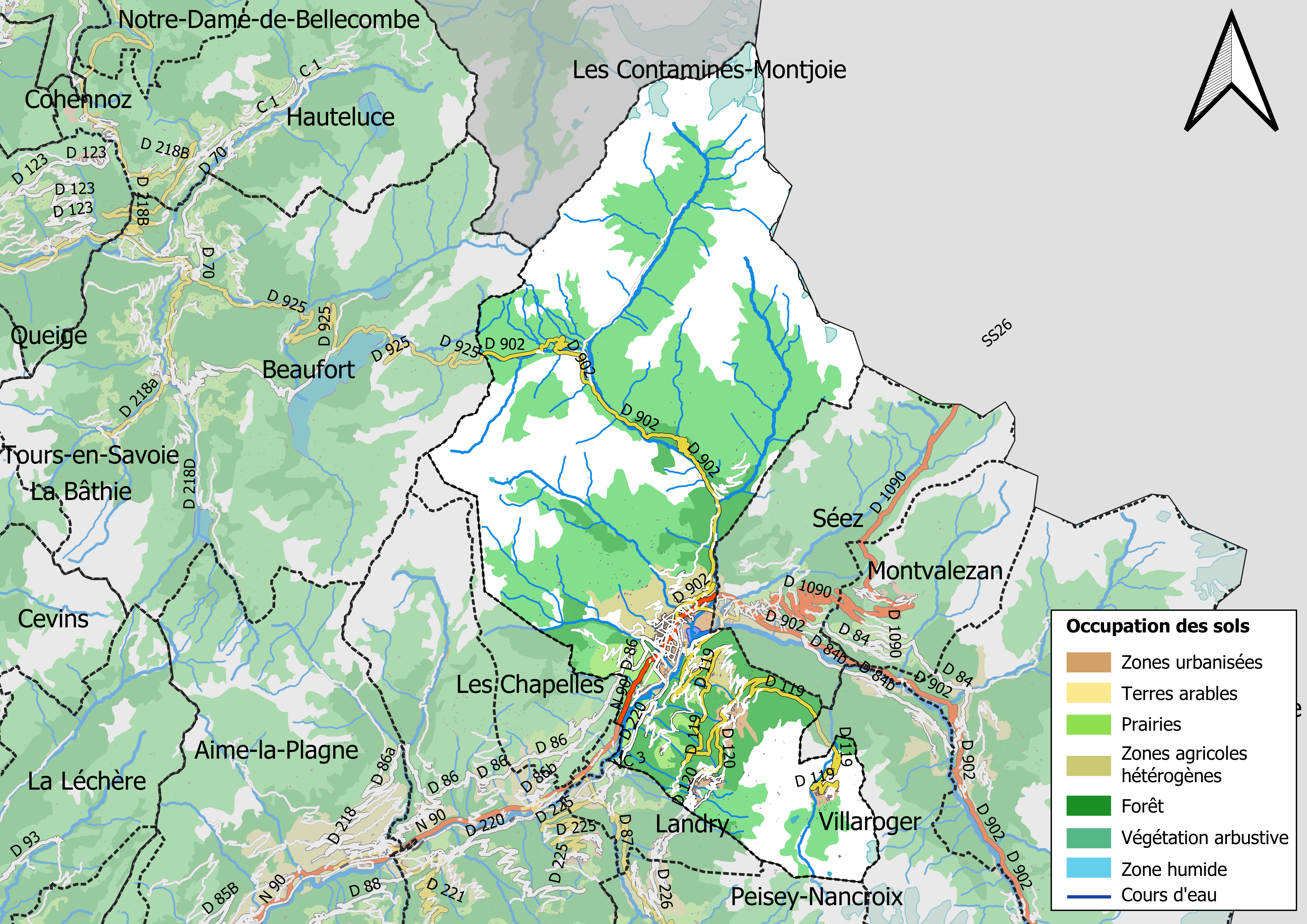
Carte des infrastructures et de l'occupation des sols en 2018 (CLC) de la commune.
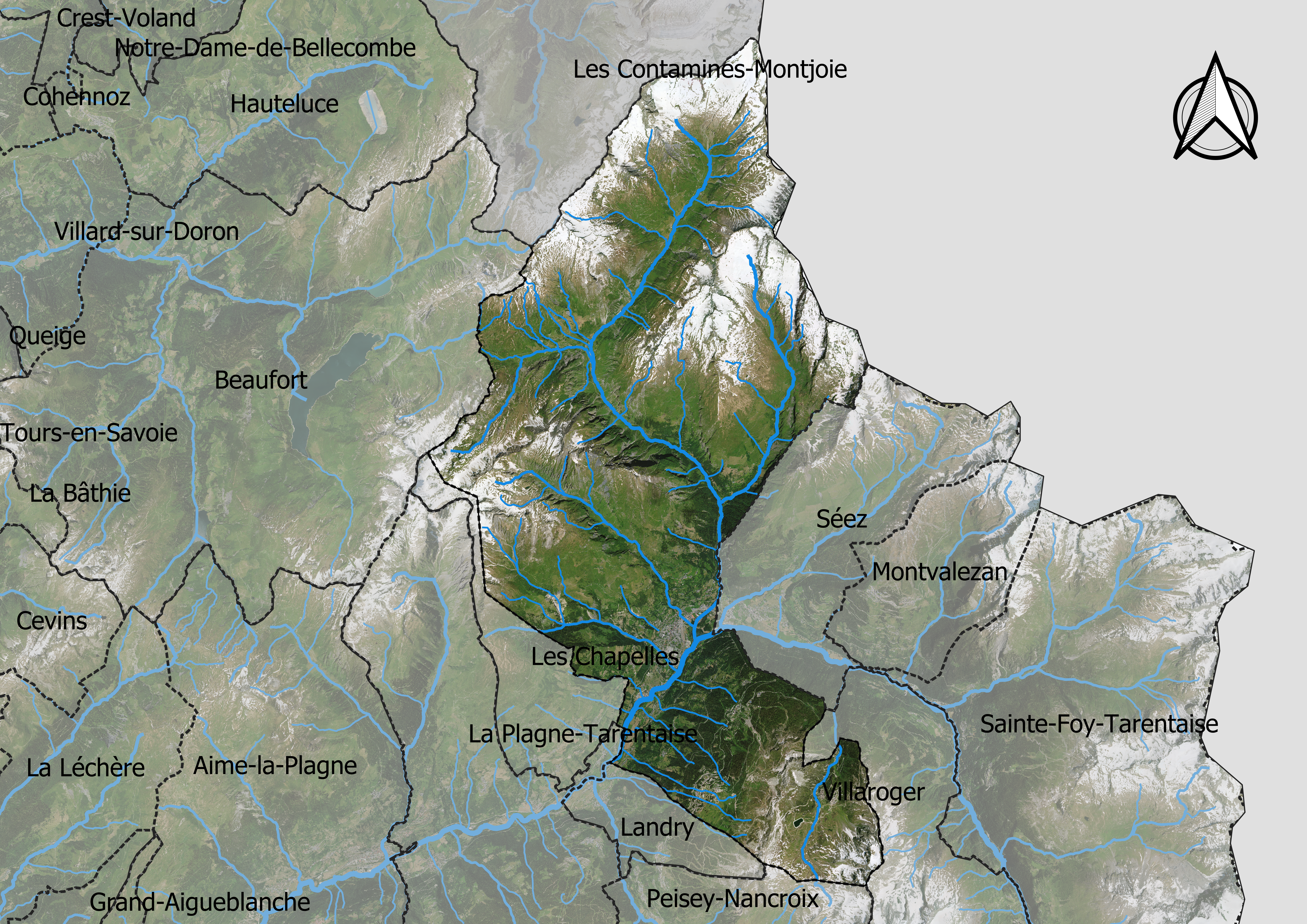
Carte orthophotogrammétrique de la commune.

### Morphologie urbaine

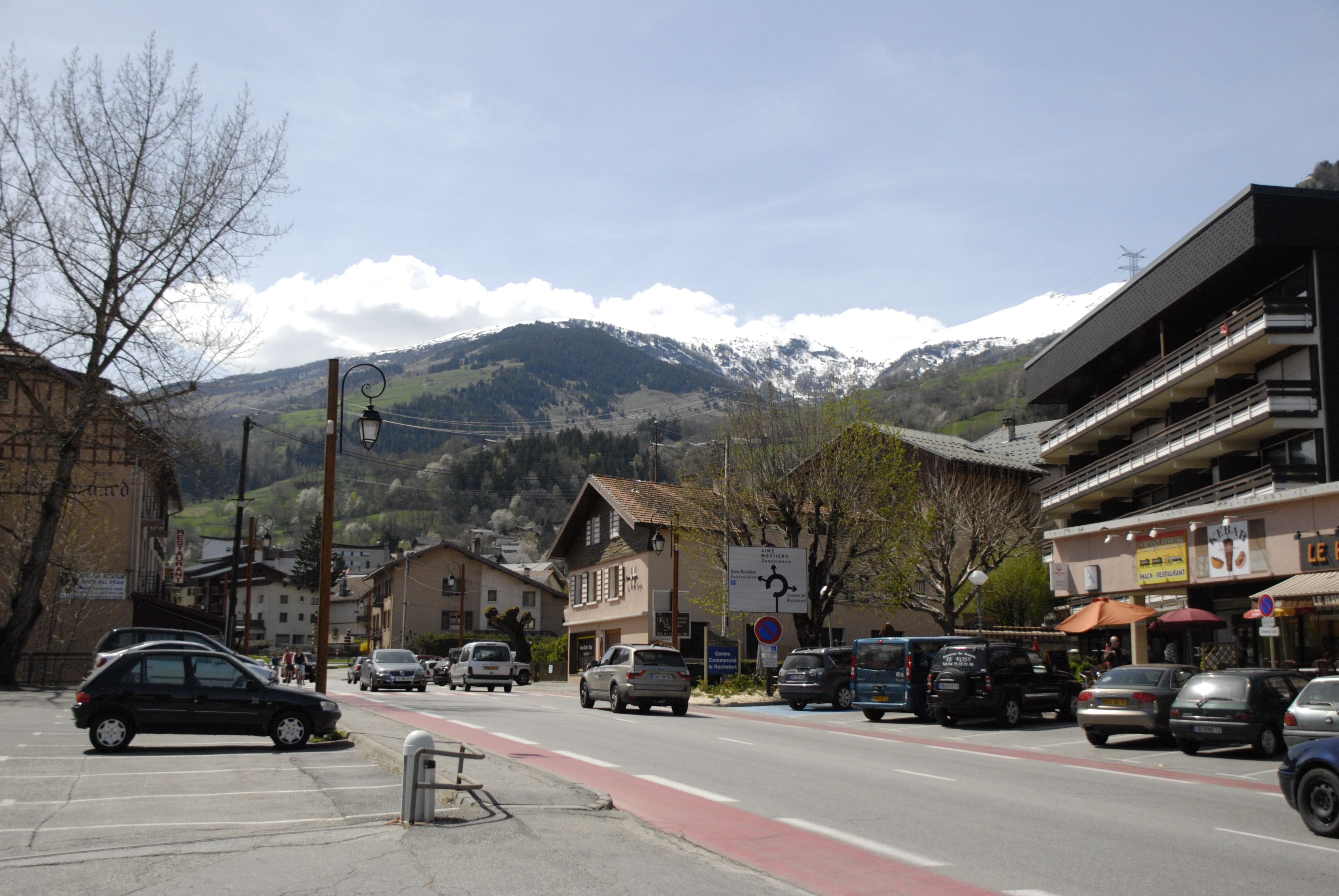
RN 90 traversant Bourg-Saint-Maurice.

La commune de Bourg-Saint-Maurice s'étend sur près de 180 km2 et se compose de son centre-ville et de nombreux lieux-dits et hameaux dépendants de la ville. Les stations d'Arc 1600-Pierre Blanche, Arc 1800, Arc 1950, Arc 2000 et Les Granges sont sur la commune de Bourg-Saint-Maurice.
Parmi les lieux-dits de la commune de Bourg-Saint-Maurice existent Vulmix, la Rosière (de Bourg-Saint-Maurice), Hauteville-Gondon, les Échines, les Chapieux, la Ville des Glaciers, Bonneval, Courbaton…

### Logement
Essentiellement des logements individuels (petites résidences, maisons, pavillons) comme la résidence des Olympiades ou celle du Bergentrum.

### Projets d'aménagements
Projet de déviation de la RN 90 / D 1090 qui passerait par les berges de l'Isère vers les stations de la Haute-Tarentaise pour limiter le flux de véhicule en centre-ville.
Plusieurs projets de logements et d'entreprises devraient voir le jour dans le quartier des Alpins d'ici 2026.

## Toponymie
Les plus anciennes formes toponymiques de la commune sont Ecclesia de Sto Mauritio (v. 1170), Parrochia Sti Mauricii (1310), Villa Sti Maurieii in Tarentasia (1331), Ecclesia Sti Mauricii (XIVe siècle), Locus vulgariter dictus Burg Sti Mauricii (1445).
La ville de Bourg-Saint-Maurice a été identifiée avec Bergintrum (ou Bergentrum), datée de l'époque gallo-romaine,. À la fin de l'époque romaine, la ville prend le nom de Saint Maurice, dont le culte s'est massivement répandu dans les Alpes à la suite de son martyre, pour devenir Ecclesia Sancti Mauricii ; le terme Bourg n'apparaissant qu'au XVe siècle. Après une courte période révolutionnaire, la ville prend son nom définitif au XIXe siècle. Pendant la Révolution française, les révolutionnaires français passent la frontière entre la Savoie et la France. Ils renomment la ville Nargue-Sarde en 1794, qui garde ce nom jusqu'à la fin de la première annexion en 1815 (voir Histoire de la Savoie).
En francoprovençal, le nom de la commune s'écrit Lò Bòrh (graphie de Conflans) ou Lo Borg / Boerg* (ORB).

## Histoire

### Préhistoire et époque gallo-romaine
La découverte d'une nécropole de type Chamblande (Culture de Cortaillod) au village du Châtelard confirme la présence humaine dès le Néolithique Moyen dans la vallée,.
La ville se situait sur la voie romaine Alpis Graia menant de Milan à Vienne en passant par le col du Petit-Saint-Bernard, au bord d'un petit ruisseau, le Bergintra (aujourd'hui : le Charbonnet), d'où son nom antique de Bergintrum.
L'intérêt de cette localité résidait dans sa mine de sel du Roc d'Arbonne fournissant notamment le Val d'Aoste,. 
Les voyageurs qui voulaient se rendre à Genève, prenaient la direction du village du Châtelard, passaient par le village des Échines, le chemin de la pierre à Cupules, les thermes de Bonneval, la vallée des Chapieux, le Cormet de Roselend, puis Arêches-Beaufort.
La zone de Trèves, « trivium » en latin (trois chemins), sur la commune de Séez accolée à l'Ilaz « isle » , nous donne l'indication des trois chemins possibles depuis Bourg-Saint-Maurice / Séez : Lyon, Genève, Turin.
Le village du Châtelard, fortifié à l'époque médiévale, surplombe le rocher au pied duquel passe la voie romaine, verrou naturel emprunté par tous depuis des temps immémoriaux.

### De 1945 à nos jours
La vie économique est fortement marquée par le tourisme des sports d'hiver (avec la proximité des grandes stations de ski de la Tarentaise) et la caserne militaire du 7e BCA créée en 1962. Celle-ci a fermé fin 2012, Bourg-Saint-Maurice a perdu environ 2 200 habitants, et retrouve son niveau de population du début des années 1980.

### Vie militaire
De 1962 à 2012, le « 7e BCA » est stationné à Bourg-Saint-Maurice, où il compte 1 128 militaires en juillet 2008. À l'automne 2012, il est transféré à Varces où est déjà affecté le 93e régiment d'artillerie de montagne.

## Politique et administration

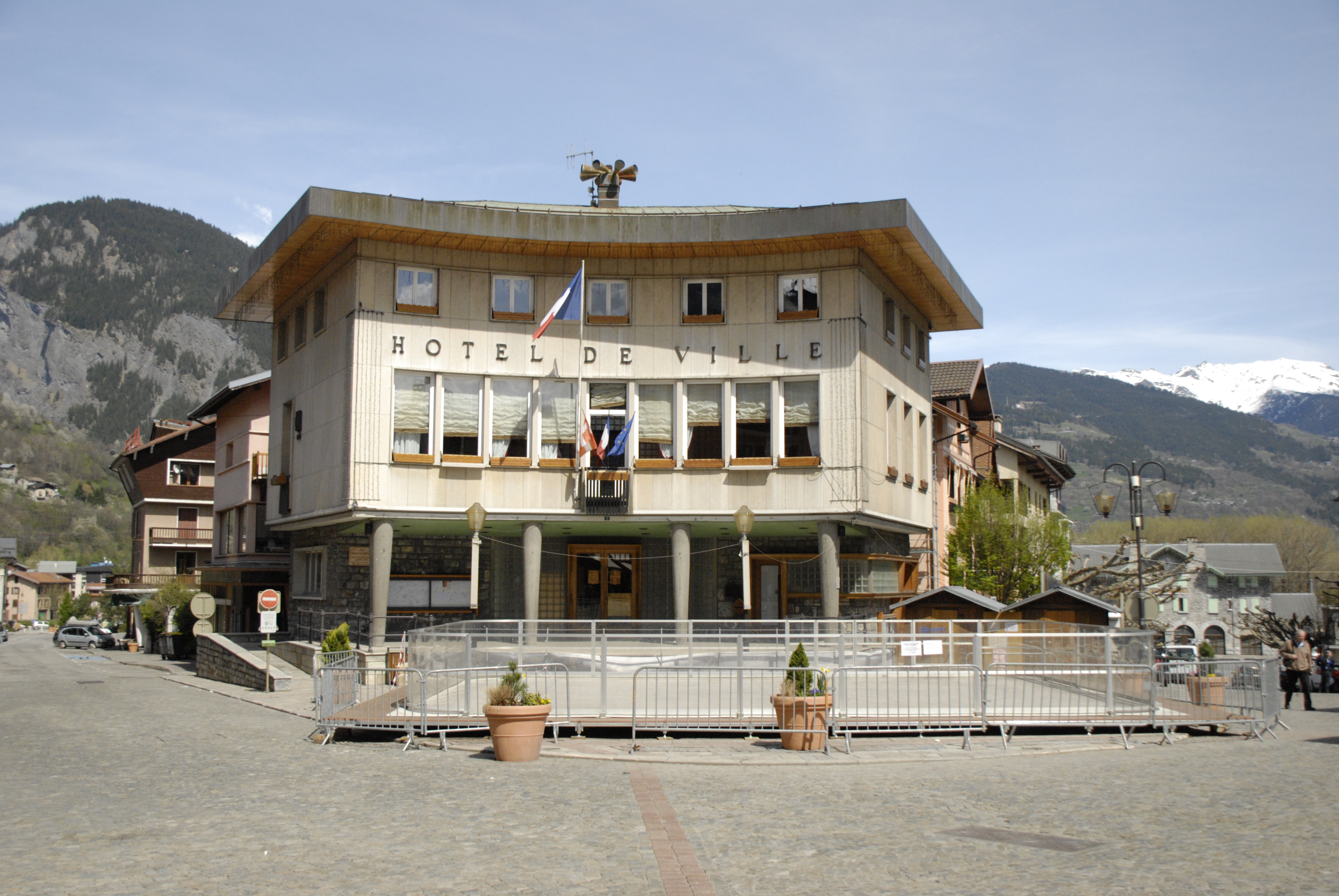
Hôtel de ville de Bourg-Saint-Maurice.

La commune fait partie de la communauté de communes de Haute-Tarentaise dont le siège se trouve dans la ville voisine de Séez.

### Tendances politiques et résultats
Au cours des différents scrutins de ces dernières décennies, les électeurs de la commune ont voté majoritairement pour des candidats de droite.

### Administration municipale
Le conseil municipal borain, ainsi que l'équipe municipale, est composé d'un maire, de six maires-adjoints et de 22 conseillers municipaux.
Voici ci-dessous le partage des sièges au sein du conseil municipal de Bourg-Saint-Maurice :

### Liste des maires
Liste de l'ensemble des maires qui se sont succédé à la mairie de Bourg-Saint-Maurice :
| Période                                  | Période      | Identité              | Étiquette | Qualité                                                                                            |
| ---------------------------------------- | ------------ | --------------------- | --------- | -------------------------------------------------------------------------------------------------- |
| Les données manquantes sont à compléter. |              |                       |           | |
| mars 1965                                | mars 1971    | Jean François Mengeon | SE        | Assureur                                                                                           |
| mars 1971                                | mars 1989    | Marcel Gaimard        | SE        | |
| mars 1989                                | Juillet 1991 | Daniel Juglaret       | SE        | Entrepreneur, chef d'entreprise                                                                    |
| juillet 1991                             | mars 2001    | Jacqueline Poletti    | DVD       | Chef d'entreprise Conseillère générale du canton de Bourg-Saint-Maurice (octobre 1999 - mars 2011) |
| mars 2001                                | mars 2008    | François Gazave       | DVD       | Médecin généraliste                                                                                |
| mars 2008                                | juin 2011    | Damien Perry          | DVG       | Moniteur de ski                                                                                    |
| juin 2011                                | mars 2014    | Jacqueline Poletti    | UMP       | Retraitée Conseillère générale du canton de Bourg-Saint-Maurice (octobre 1999 - mars 2011)         |
| mars 2014                                | juillet 2020 | Michel Giraudy        | DVD       | Profession libérale                                                                                |
| juillet 2020                             | En cours     | Guillaume Desrues     | DVG       | Professeur de Physique Chimie                                                                      |

### Sécurité publique
- Une brigade de gendarmerie départementale est implantée sur la commune. En saison hivernale, un poste provisoire de gendarmerie dépendant de la brigade de Bourg-Saint-Maurice est ouvert à Arc 1600. Des effectifs supplémentaires y sont détachés durant cette période.

- La municipalité dispose d’une police municipale et d’une police rurale[26]. Des agents de surveillance de la voie publique saisonniers sont recrutés durant les périodes de fortes affluences touristiques.

- La commune est équipée d’un centre de supervision urbain exploitant environ 140 caméras de vidéoprotection implantées dans l’espace public[26].

### Secours
- Une caserne du service départemental d'incendie et de secours est implantée dans l'agglomération.

- Le centre hospitalier de Bourg-Saint-Maurice Tarentaise dispose d'un service d'urgences du SAMU de la Savoie.

- Le peloton de gendarmerie de haute montagne (PGHM) de la Savoie est basé à Bourg-Saint-Maurice.

- Le domaine skiable des Arcs est doté de pisteurs-secouristes.

- Les principaux lieux publics de la commune sont équipés de défibrillateurs automatisés externes (DAE). La mairie en a déployé 24 au total[27]. De nombreux autres établissements recevant du public sont munis de ces appareils.

### Instances judiciaires et administratives
La commune se trouve sur le ressort de la compétence territoriale de la Cour d'appel de Chambéry et du Tribunal judiciaire d'Albertville.

### Jumelages
La commune de Bourg-Saint-Maurice est jumelée avec :
- Altensteig (Allemagne) depuis le 16 octobre 1965[28] ;
- Pinon (Aisne) (France) depuis 1970[29].

## Population et société

### Démographie

#### Évolution démographique
L'évolution du nombre d'habitants est connue à travers les recensements de la population effectués dans la commune depuis 1793. Pour les communes de moins de 10 000 habitants, une enquête de recensement portant sur toute la population est réalisée tous les cinq ans, les populations de référence des années intermédiaires étant quant à elles estimées par interpolation ou extrapolation. Pour la commune, le premier recensement exhaustif entrant dans le cadre du nouveau dispositif a été réalisé en 2007.

En 2022, la commune comptait 7 228 habitants, en évolution de −0,51 % par rapport à 2016 (Savoie : +3,63 %, France hors Mayotte : +2,11 %).
| 1793  | 1800  | 1806  | 1822  | 1838  | 1848  | 1858  | 1861  | 1866  |
| ----- | ----- | ----- | ----- | ----- | ----- | ----- | ----- | ----- |
| 2 013 | 2 166 | 2 199 | 3 024 | 3 224 | 3 232 | 2 764 | 2 957 | 2 578 |

| 1872  | 1876  | 1881  | 1886  | 1891  | 1896  | 1901  | 1906  | 1911  |
| ----- | ----- | ----- | ----- | ----- | ----- | ----- | ----- | ----- |
| 2 522 | 2 569 | 2 602 | 2 602 | 2 694 | 2 922 | 2 827 | 2 865 | 3 096 |

| 1921  | 1926  | 1931  | 1936  | 1946  | 1954  | 1962  | 1968  | 1975  |
| ----- | ----- | ----- | ----- | ----- | ----- | ----- | ----- | ----- |
| 2 540 | 2 602 | 2 610 | 3 160 | 2 616 | 4 153 | 3 178 | 3 931 | 4 748 |

| 1982  | 1990  | 1999  | 2006  | 2007  | 2012  | 2017  | 2022  | - |
| ----- | ----- | ----- | ----- | ----- | ----- | ----- | ----- | - |
| 5 839 | 6 056 | 6 747 | 7 634 | 7 681 | 7 741 | 7 302 | 7 228 | - |

#### Pyramide des âges
En 2018, le taux de personnes d'un âge inférieur à 30 ans s'élève à 34,0 %, soit au-dessus de la moyenne départementale (33,6 %). À l'inverse, le taux de personnes d'âge supérieur à 60 ans est de 22,4 % la même année, alors qu'il est de 26,7 % au niveau départemental.
En 2018, la commune comptait 3 569 hommes pour 3 683 femmes, soit un taux de 50,79 % de femmes, légèrement inférieur au taux départemental (51,04 %).
Les pyramides des âges de la commune et du département s'établissent comme suit.
| Hommes | Classe d’âge | Femmes |
| ------ | ------------ | ------ |
| 0,6    | 90 ou +      | 1,6    |
| 5,3    | 75-89 ans    | 7,7    |
| 14,5   | 60-74 ans    | 15,0   |
| 21,7   | 45-59 ans    | 22,5   |
| 22,4   | 30-44 ans    | 20,9   |
| 17,7   | 15-29 ans    | 15,1   |
| 17,9   | 0-14 ans     | 17,2   |

| Hommes | Classe d’âge | Femmes |
| ------ | ------------ | ------ |
| 0,7    | 90 ou +      | 2      |
| 7,2    | 75-89 ans    | 9,9    |
| 17,1   | 60-74 ans    | 18     |
| 21,1   | 45-59 ans    | 20,4   |
| 18,9   | 30-44 ans    | 18,4   |
| 17,2   | 15-29 ans    | 15,1   |
| 17,7   | 0-14 ans     | 16,2   |

#### Ménages
Le nombre total de ménages à Bourg-Saint-Maurice est de 2 841. Ces ménages ne sont pas tous égaux en nombre d'individus. Certains de ces ménages comportent une personne, d'autres deux, trois, quatre, cinq voire plus de six personnes. Voici ci-dessous, les données en pourcentage de la répartition de ces ménages par rapport au nombre total de ménages.
| Ménages de :                | 1 personne | 2 pers. | 3 pers. | 4 pers. | 5 pers. | 6 pers. ou + |
| --------------------------- | ---------- | ------- | ------- | ------- | ------- | ------------ |
| Bourg-Saint-Maurice         | 37,1 %     | 26,6 %  | 16,4 %  | 14,1 %  | 4,3 %   | 1,5 %        |
| Moyenne Nationale           | 31 %       | 31,1 %  | 16,2 %  | 13,8 %  | 5,5 %   | 2,4 %        |
| Sources des données : INSEE |            |         |         |         |         |              |

### Enseignement
L’enseignement à Bourg-Saint-Maurice dépend de la circonscription éducative de l’académie de Grenoble.

#### Enseignement primaire
La commune dispose de huit écoles primaires, dont sept établissements publics et une école privée catholique sous la tutelle diocésaine.
Liste des écoles primaires de l’agglomération :
- École maternelle publique du Centre
- École élémentaire publique du Centre
- École maternelle publique Petit Prince
- École élémentaire publique Petite Planète
- École primaire privée Sainte Bernadette

Liste des écoles primaires des villages :
- École primaire publique d’Arc 1800
- École primaire publique d’Hauteville-Gondon
- École primaire publique de Vulmix

#### Enseignement secondaire

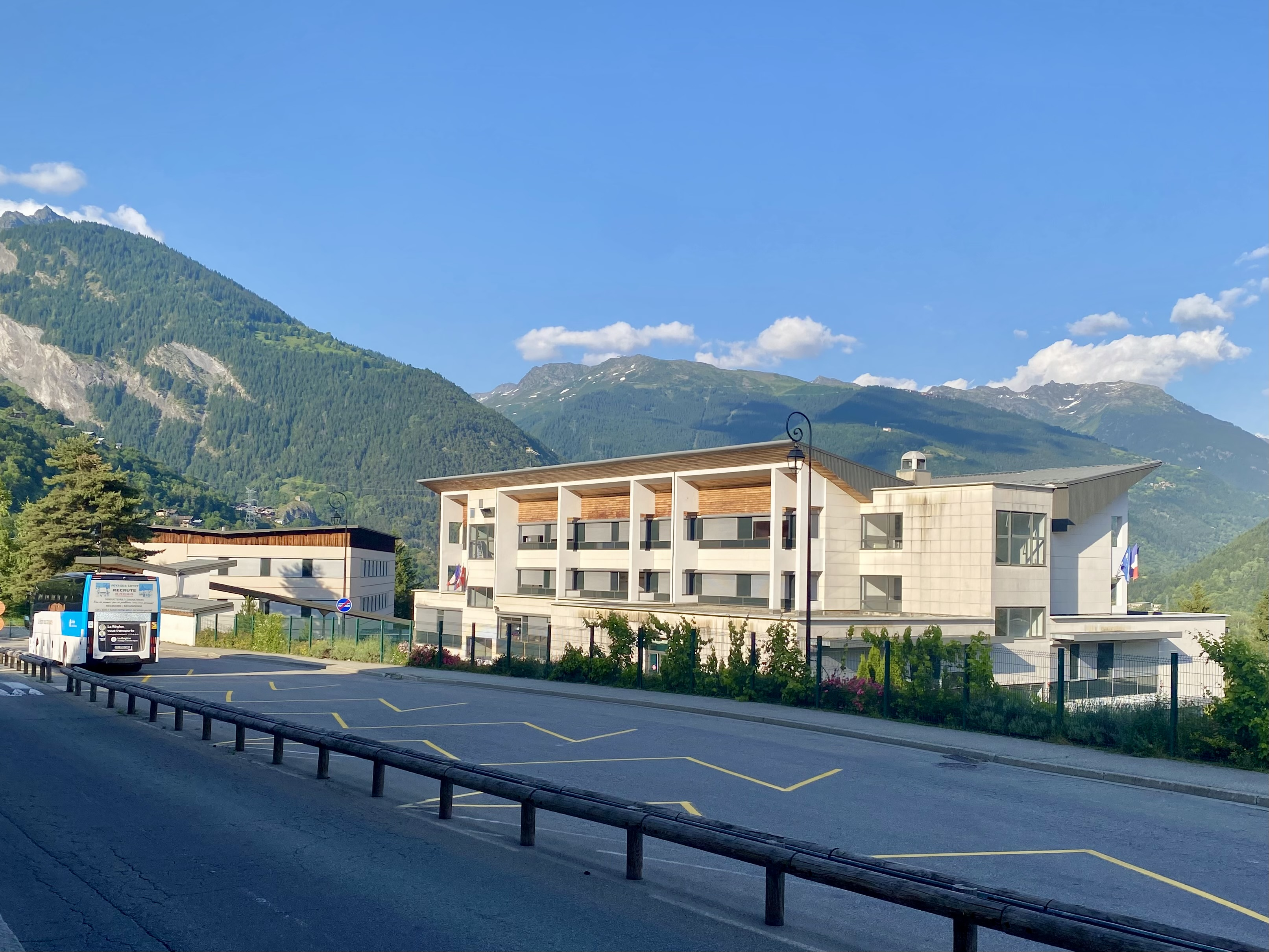
Cité Scolaire Saint Exupéry

La Cité Scolaire Saint Exupéry englobe un collège public et un lycée général public.
Plus de 900 élèves y sont scolarisés sous les régimes de l’externat, de la demi-pension et de l'internat.
- Collège Saint Exupéry

L’établissement compte plus de 600 collégiens de la sixième à la troisième,,.
Construit entre 1963 et 1966 sur l’emplacement de l’ancien Pré de Foire de la commune, l’infrastructure connaît plusieurs agrandissements et évolutions au cours de son histoire.
Des enseignements spécialisés sont disponibles au collège, notamment une structure bilangues (anglais et italien), des classes à horaires aménagées musique (CHAM) et une section d’excellence sportive ski alpin (ski-études).
En 2024, le taux de réussite à l’examen du diplôme national du brevet était de 92 %, équivalent à la moyenne nationale. Sur les 152 élèves s’étant présentés à l’examen, 83 % l’ont obtenu avec mention.
- Lycée général Saint Exupéry

Ouvert le 2 septembre 2003, l’établissement compte aujourd’hui plus de 300 lycéens de la seconde à la terminale,,.
Ce lycée prépare au baccalauréat général avec les spécialités : Mathématiques ; Sciences de la vie et de la terre ; Numérique et sciences de l’informatique ; Histoire-géographie, géopolitique, sciences politiques ; Physique Chimie ; Sciences économiques et sociales ; Anglais monde contemporain.
Le taux de réussite aux épreuves du baccalauréat général y est excellent, atteignant 100 % certaines années. En 2025, le taux de réussite à l’examen était de 100 %, la moyenne nationale pour la filière générale étant de 96,4 %. Sur les 101 élèves s’étant présentés au baccalauréat, 79 % l’ont obtenu avec mention.

#### Enseignement supérieur
- Campus Alpin

Depuis la rentrée 2022, un campus connecté a pris place dans le quartier des Alpins, sur le site de l’ancienne caserne militaire du 7e bataillon de chasseurs alpins.
Le Campus Alpin est labellisé par le Ministère de l’Enseignement supérieur et de la Recherche. Il permet de suivre en distanciel des formations de l’enseignement supérieur (DAEU, certification, CPF, MOOC, BTS, Licence, Master, DU…) en partenariat avec l’Université Savoie-Mont-Blanc et compte parmi 89 autres campus connectés répartis en France,,.

### Manifestations culturelles et festivités

#### Évènements annuels
- Les Feux de la Saint-Jean, sont organisés chaque année en juin sur la Place du même nom accompagnés d'un bal[61].
- Fête de l'Edelweiss tous les ans au mois de juillet. Cette célébration rassemble des groupes folkloriques du monde entier.
- Bal des Pompiers. Il a généralement lieu le 13 juillet, veille de la fête nationale.
- L'Académie-Festival de musique des Arcs, chaque année depuis 1973, en juillet.
- Fête de la Démontagnée Gourmande. Tous les ans au mois d'octobre, les animaux d'élevage descende des alpages. À cette occasion, les troupeaux défilent traditionnellement dans les rues de la ville suivis de plusieurs festivités[62].
- Les Arcs Film Festival, chaque année, la première semaine d'ouverture de la station de ski, en décembre.

#### Évènements éphémères
- En 2005, Bourg-Saint-Maurice a été une des étapes de la Coupe du Monde de Parapente.
- En juillet 2007, Bourg-Saint-Maurice a été traversée par l'étape du Tour de France entre Le Grand-Bornand et Tignes.
- Bourg-Saint-Maurice est une ville étape (Arrivée/Départ) du Tour de France 2009. Arrivée de l'étape partant de Martigny en Suisse le 21 juillet 2009 (159 km) passant par les cols du Grand Saint Bernard et du Petit Saint Bernard, la plus petite étape de cette édition du Tour. Départ de l'étape, le lendemain, le 22 juillet 2009 vers le Grand-Bornand en Haute-Savoie (169 km).
- En août 2025, la commune accueillera trois championnats de France de pétanque (Triplette Vétérans, Tir de Précision et Triplette Promotion)[63].

### Santé

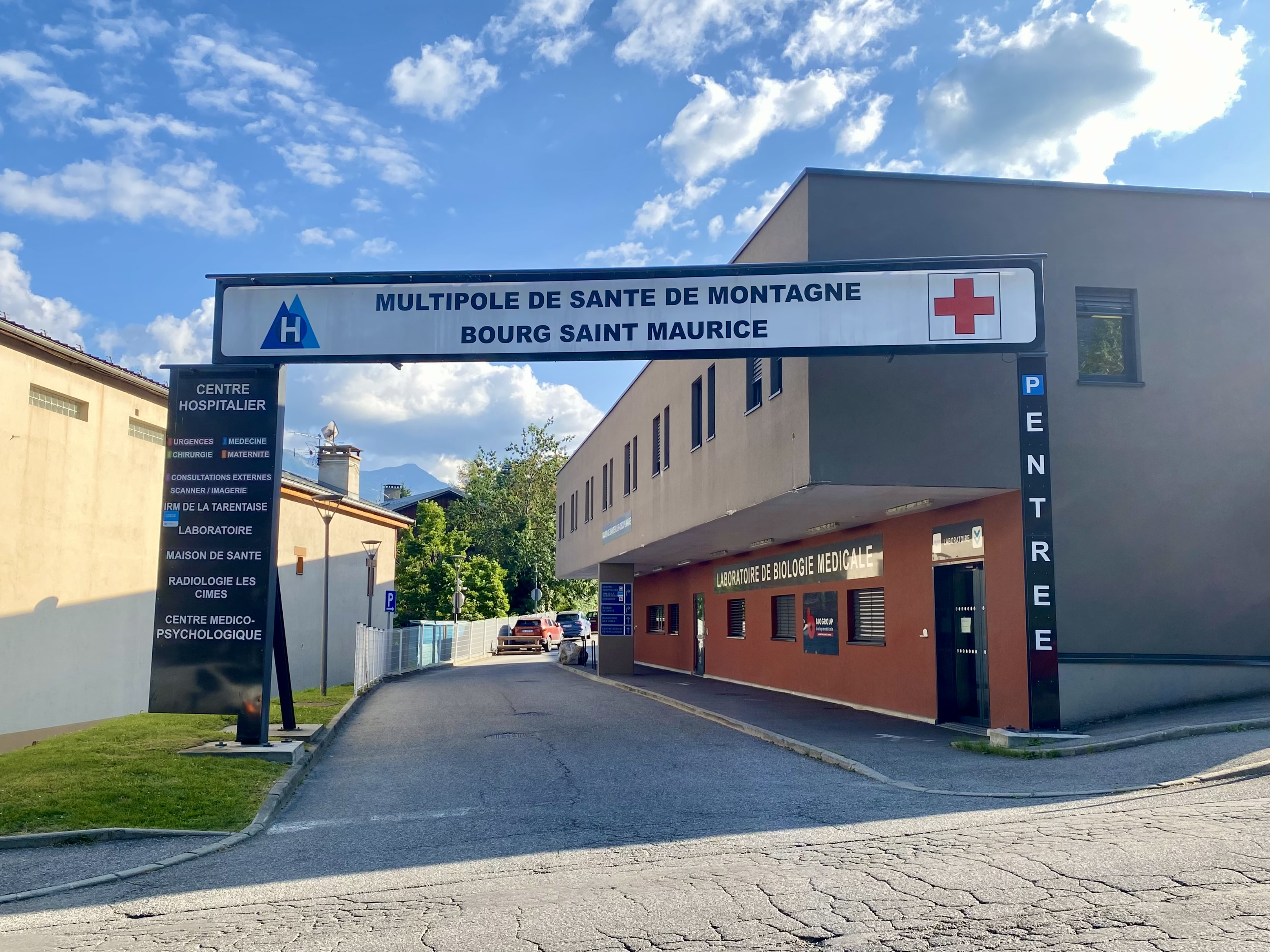
Entrée du Multipôle de Santé de Montagne de Bourg-Saint-Maurice

#### Multipôle de Santé de Montagne
Implanté près du centre-ville de la commune de Bourg-Saint-Maurice, un multipôle de santé de montagne a été inauguré le 11 octobre 2016. Un centre hospitalier doté d'une hélistation se trouve au cœur de ce site.
En 2025, le Centre hospitalier Bourg-Saint-Maurice Tarentaise dispose d'un total de 163 lits et comporte, :
- un service d'urgences ouvert en continu (24h/24 - 7j/7)
- un service de chirurgie
- un service de médecine
- un service de maternité
- un service de consultations externes
- une pharmacie hospitalière (pouvant rétrocéder des médicaments)[68]
- un EHPAD

Le multipôle de santé de montagne englobe également, :
- un centre d’imagerie médicale (Radiologie des CIMES et IRM de la Tarentaise)
- un laboratoire de biologie médicale
- un centre de dialyse
- un centre médico-psychologique
- une maison de santé

En saison hivernale, l’activité hospitalière est fortement accrue par la pratique des sports d'hiver. Les effectifs de l’établissement sanitaire public sont renforcés durant cette période par 300 personnels saisonniers et les services de soins sont agrandis.
Un agrandissement du service des urgences du centre hospitalier devrait être abouti en fin d’année 2025. Le projet, avec un investissement de 700 000 €, prévoit notamment la mise en œuvre de deux salles de consultation supplémentaires,.

### Sports

#### Sports d'hiver
La station des Arcs a accueilli la coupe du monde de slalom en 2001 et possède la piste de vitesse de kilomètre lancé (KL) la plus rapide du monde avec un record du monde établi et détenu actuellement par l'Italien Simone Origone (251,4 km/h).

#### Autres disciplines

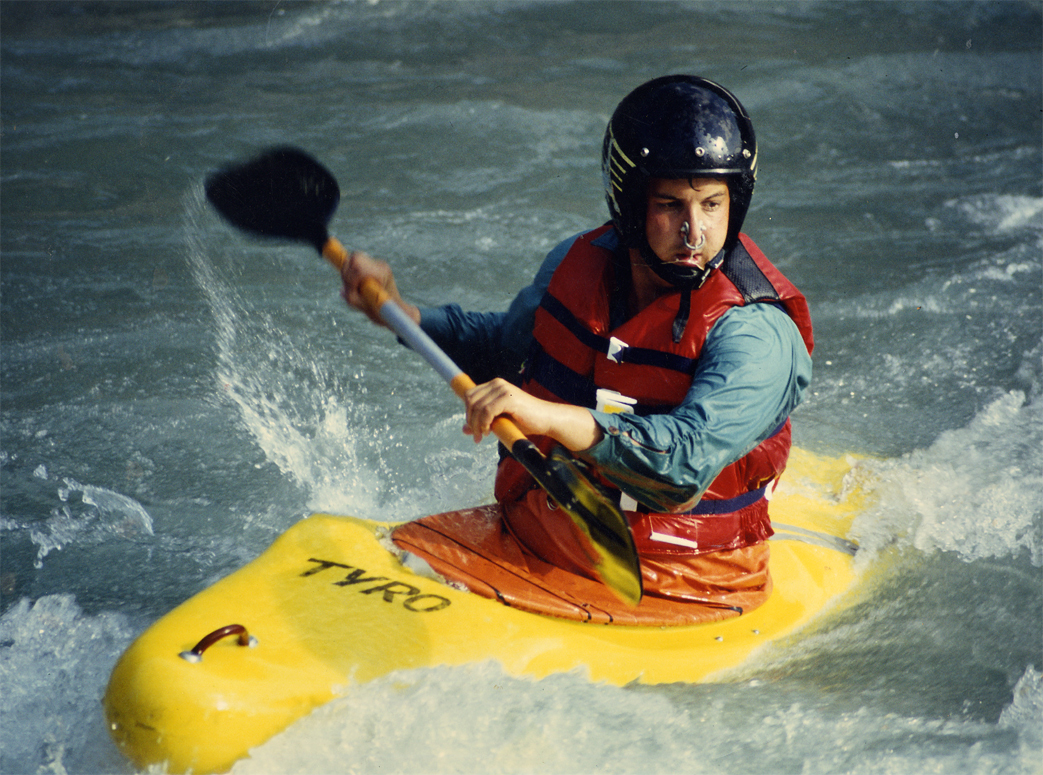
Pratique du kayak sur l'Isère.

Bourg-Saint-Maurice a déjà accueilli trois fois (1969, 1987, 2002) les championnats du monde de slalom de canoë-kayak sur le stade Claude Peschier et accueille régulièrement les championnats de France de slalom canoë-kayak.
La ville de Bourg-Saint-Maurice possédait un club de football sur sa commune, l'ASB, avant la fusion avec le club d'Aime-La-Plagne. Aujourd'hui, les deux villes partagent un même et unique club, le FC Haute Tarentaise, fondé en 2004. L'équipe première évolue depuis la saison 2006/2007 en Promotion Honneur Régional dans la poule C. La ville dispose d'un grand terrain de football sur le stade Albert Martin.
Le parapente est également une activité largement représentée sur la commune. Aussi bien au niveau amateur avec son club, le Parapente Club de Haute Tarentaise (PCHT), qui fédère la plupart des pratiquants locaux, qui assure entre autres la gestion des sites et l'organisation de compétitions, qu'au niveau professionnel avec plusieurs écoles et indépendants qui proposent des baptêmes en biplace et des stages de formation pour tous les niveaux. Depuis quelques années, d'autres activités dérivées du parapente comme le speed riding ou le snowkite, ont vu le jour et se sont elles aussi largement développées sur le territoire. Une vaste zone d’atterrissage située aux Îlettes est dédiée au parapente.

### Médias
R' La Radio Station est une radio locale en lien avec les stations de sports d'hiver environnantes.

## Économie
La ville est la capitale économique de la haute-vallée de la Tarentaise.

### Revenus de la population et fiscalité
- Revenus moyens de la population de Bourg-Saint-Maurice 16 391 € / an (moyenne nationale = 15 027 € / an).

### Emploi
Le taux de chômage à Bourg-Saint-Maurice est largement en dessous de la moyenne avec seulement 5,5 % de sa population active soit à peine 200 personnes. L'emploi à Bourg-Saint-Maurice est principalement composé d'employés (41,9 %), de professions intermédiaires (22,1 %) et d'ouvriers (19,4 %). La population active de Bourg-Saint-Maurice représente 53,8 % de sa population totale. Durant les saisons d'hiver et d'été, l'emploi saisonnier est très important à Bourg-Saint-Maurice et il l'est d'autant pour certains agriculteurs ou personnes sans emploi pour avoir un revenu complémentaire.

### Services publics
- Bureaux France Services.
- Brigade de gendarmerie départementale.
- Centre de secours en montagne du pelotons de gendarmerie de haute montagne (PGHM) de la Savoie.
- Multipôle de santé de montagne ; dont le centre hospitalier Bourg-Saint-Maurice Tarentaise, doté d’une hélistation, il comporte les services d’urgences, de chirurgie, de médecine et gériatrie, ainsi que de Maternité. Le multipôle de santé comporte également un centre d’imagerie médicale (Radiologie des CIMES et IRM de Tarentaise), un centre médico-psychologique et l’EHPAD Saint-Michel.
- Caserne du service départemental d'incendie et de secours.

### Entreprises
En 2021, la commune comptait 961 établissements enregistrés au Registre du Commerce et des Sociétés.

#### Entreprises de l'agglomération
- Activités agro-alimentaires (lait et fromages) - ventes effectuées par la Coopérative Laitière de Haute Tarentaise - Fromages de Beaufort et industries du bois avec de nombreuses scieries.
- Une petite fabrique artisanale de Dentelle.

Dans le secteur des Services :
- Assurances et Banques : Banque Laydernier, Banque de Savoie, La Banque Postale, Banque Populaire, Crédit Agricole, Caisse d'Epargne, Crédit Mutuel, AXA Assurances, Société Générale.
- Laverie : Super U, Tarentaise.net…
- Cabinets Vétérinaires.
- Hypermarché Super U, Intermarché, Supermarché Lidl.

Dans le secteur des Loisirs :
- Cinéma : Cœur d'Or (3 salles)
- Bowling (Arc 1800 et Arc 2000)
- Discothèques : Club 73, Apokalypse (Arc 1800), Le Club 1950 (Arc 1950), KL92 (Arc 2000)
- Bars/Pubs : Le Tonneau, "le J.O" (Arc 1800), La brasserie du Kosy
- Le musée des minéraux, sous la gare intermédiaire de la télécabine du Transarc, à Arc 1800.

### Commerce

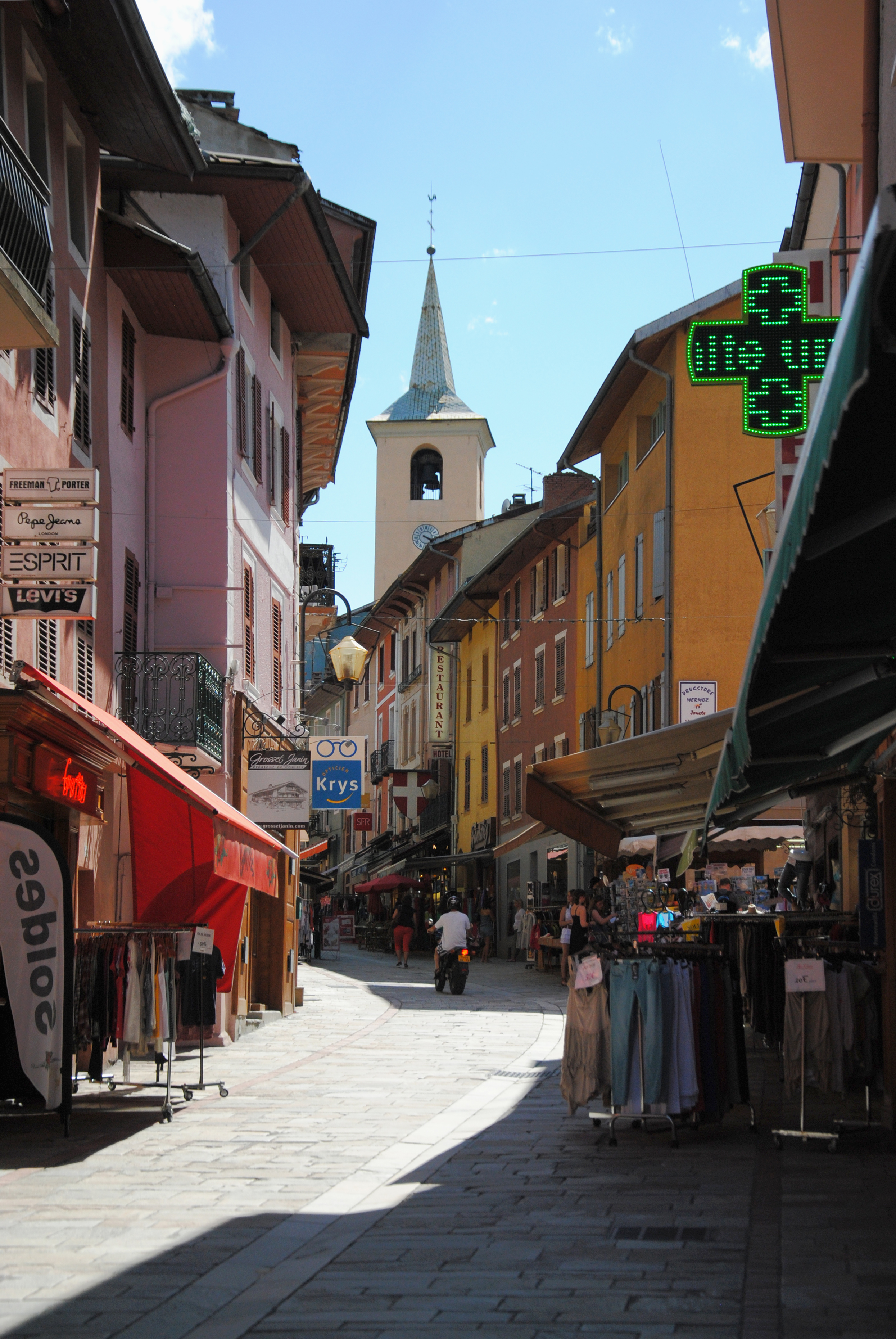
Rue commerçante du centre-ville.

Bourg-Saint-Maurice est une ville qui possède de très nombreux commerces aussi divers que variés. Ce sont principalement des commerces d'alimentation et d'équipements de sports d'hiver mais il y a aussi des restaurants et des magasins de souvenirs, de bijoux, etc.

### Tourisme
La ville attire environ 1,5 million de visiteurs par an[réf. nécessaire], en lien notamment avec la station des Arcs.
La commune se trouve sur l'itinéraire touristique de la Route des Grandes Alpes, entre le Cormet de Roselend et le Col de l'Iseran.
Un camping 4 étoiles de 201 emplacements (2025) est implanté en périphérie de l'agglomération.

## Culture locale et patrimoine

### Lieux et monuments

#### Architecture
Le 10 mars 2003, l’hôtel de ville de Bourg-Saint-Maurice, l’édifice de l'espace Le Savoy (ancien cinéma), ainsi que les stations de sports d’hiver d’Arc 1600 et d’Arc 1800, sont labellisés patrimoine du XXe siècle.

#### Les monuments
- La chapelle Saint-Grat sur le village de Vulmix, construite au début du XVe siècle. L'intérieur est décorée de fresques murales narrant comment saint Grat est allé chercher en Palestine la tête de saint Jean-Baptiste[76].
- L'église Saint-Martin d'Hauteville-Gondon (XVIIe siècle, dans un style baroque)[77].
- L’église Saint-Maurice de style néo-classique du XIXe siècle.
- La chapelle Notre-Dame-des-Neiges de la Ville-des-Glaciers.
- Le stade Claude Peschier, bassin international de slalom de canoë-kayak sur l'Isère est l'un des plus prestigieux et des plus difficiles du monde. Il accueille très régulièrement les championnats de France et a plusieurs fois servi de lieu d'accueil pour les championnats du Monde (1969, 1987, 2002).

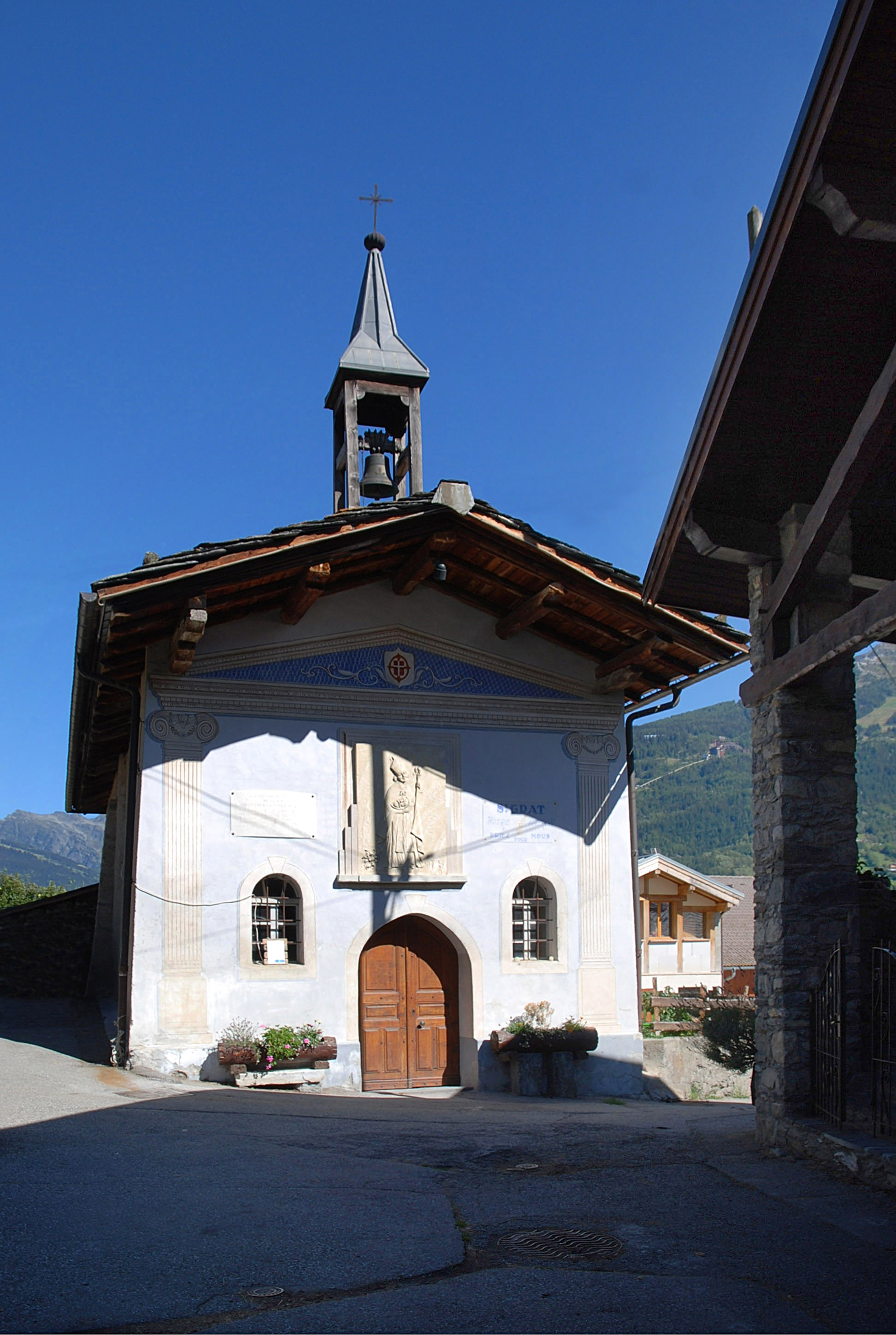
La chapelle Saint-Grat.
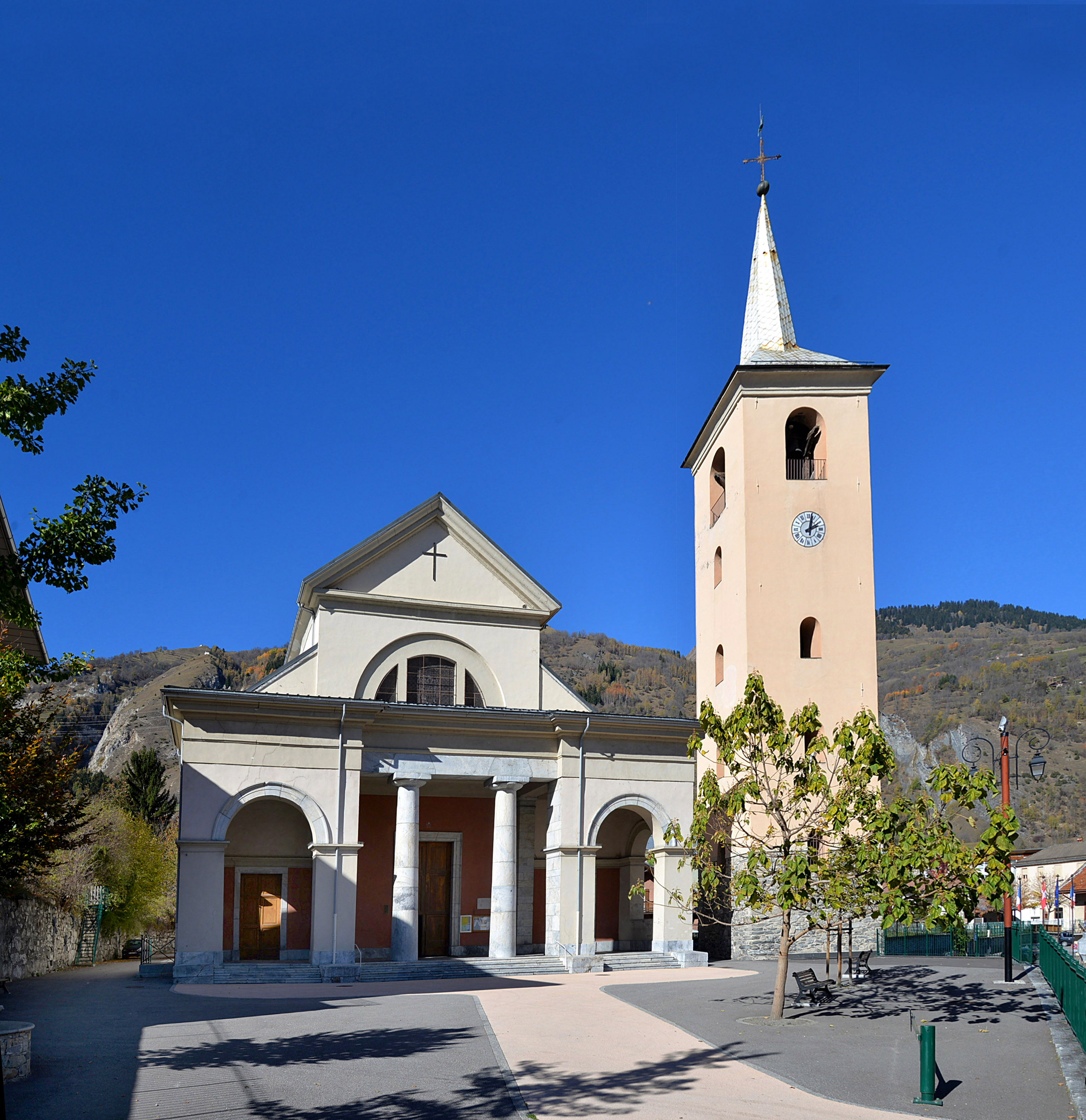
L’église Saint-Maurice.
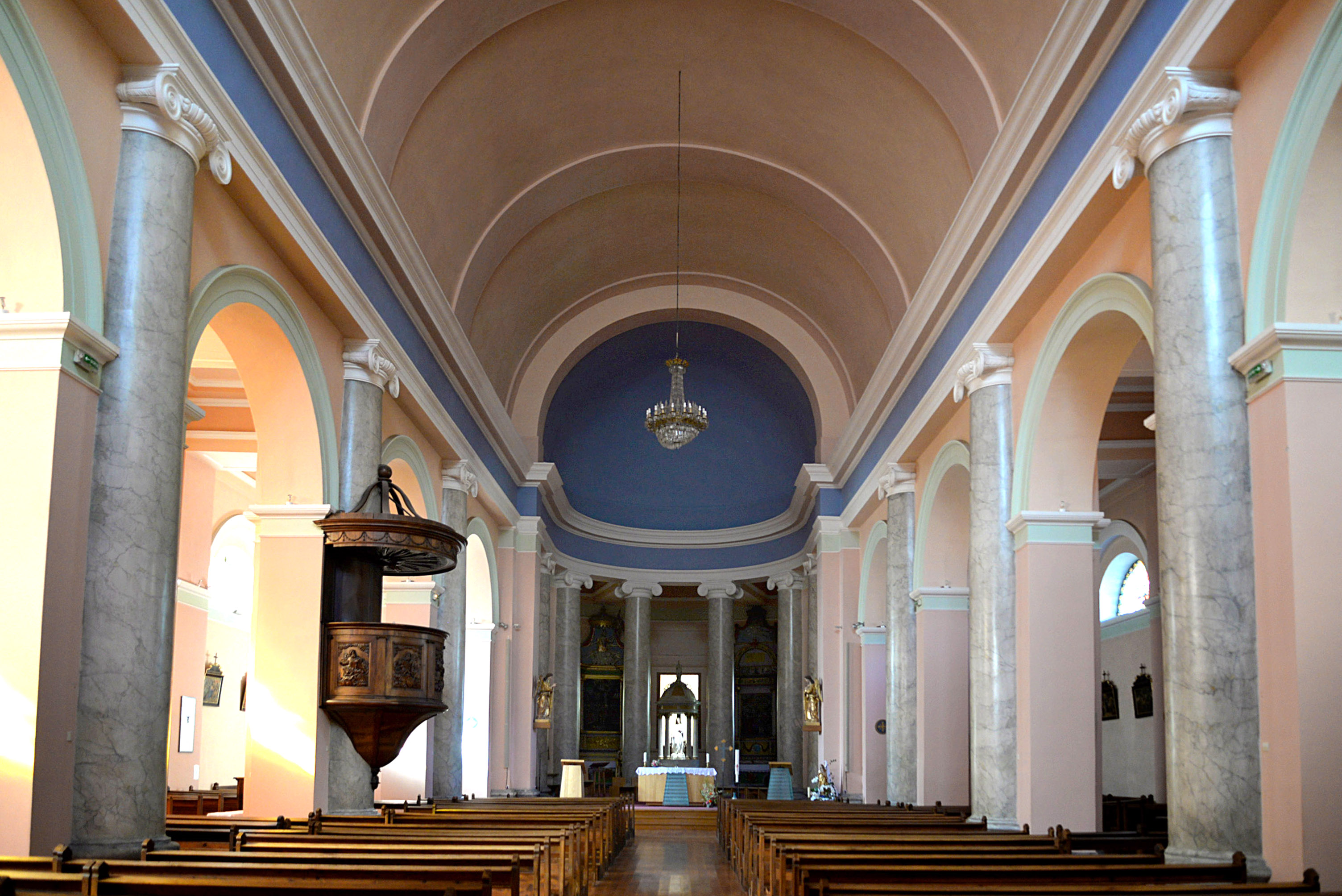
La nef de l’église Saint-Maurice.
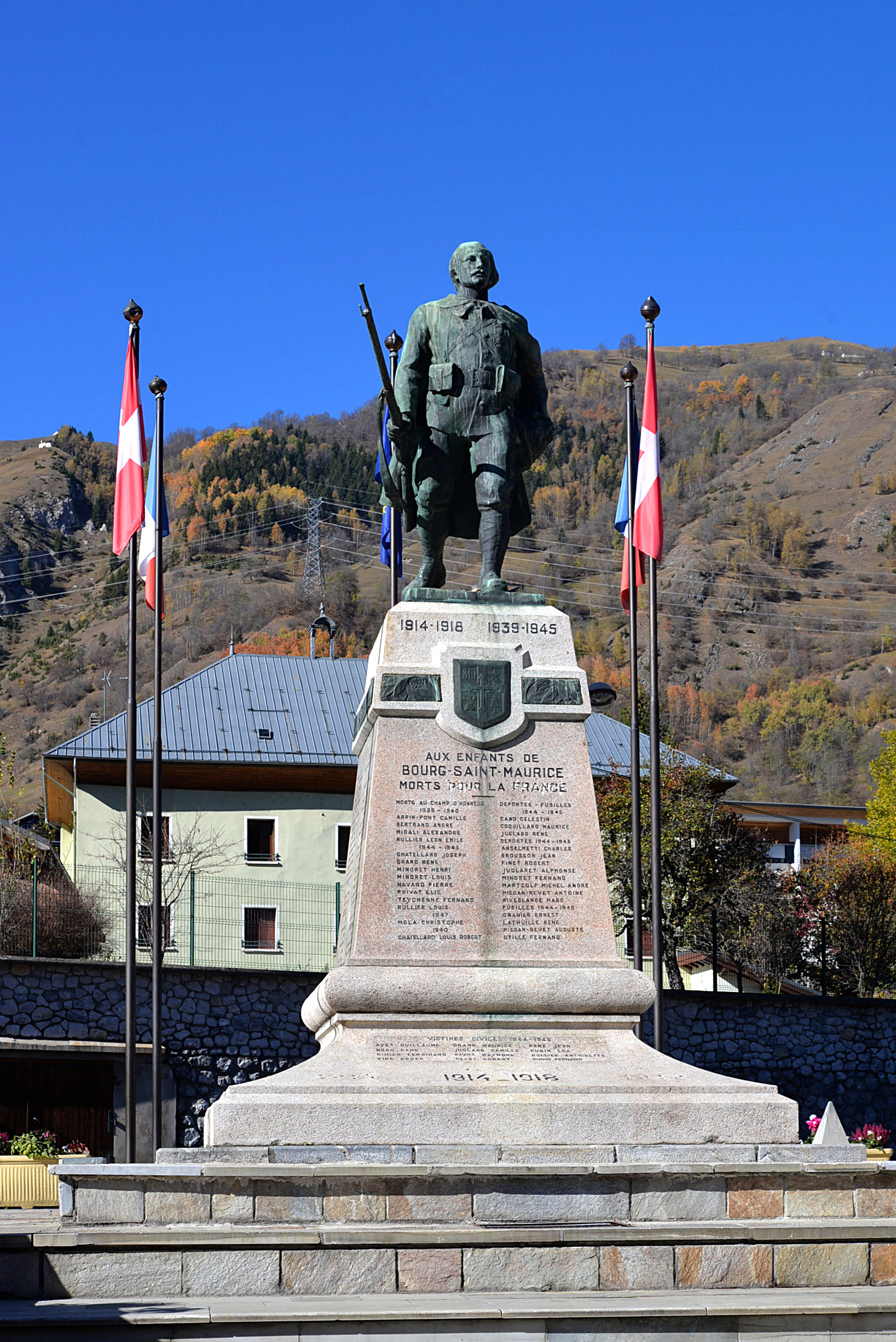
Le monument aux morts.

- Château ou tour de Bourg-Saint-Maurice, lieu-dit La Bourgeat[78]
- Tour du Châtelard, dite parfois Sarrasine (XIIe siècle, probablement plus ancienne avec des fondations romaines), hameau du Châtelard, tour carrée de 7,60 m de côté. Elle permettait de contrôler le carrefour des vallées de Versoyen, menant aux trois cols de la Seigne (Vallée d'Aoste), du Bonhomme (Val Montjoie) et du Cormet de Roselend (Beaufortain) ; du Petit-Saint-Bernard et la Haute-Isère avec le col de l'Iseran[79].
- Tour de Rochefort (XIIIe siècle), forme cylindrique. Cette tour est le plus ancien monument du Bourg.
- Fort du Truc (XIXe siècle) et Fort de la Platte (XIXe siècle).
- Ouvrages de la Ligne Maginot, comme l'ouvrage du Châtelard (XXe siècle).

### Espaces verts et fleurissement
En 2014, la commune obtient le niveau « deux fleurs » au concours des villes et villages fleuris.

#### Parc des Marais
Les espaces verts sont principalement situés le long de l'Isère côté village, où le grand parc arboré des Marais a été aménagé. Il comporte plusieurs parcours santé et équipements sportifs.
Il est traversé par une piste cyclable reliant la commune à Séez et Aime-la-Plagne.
Sur ce site, se trouve également plusieurs terrains de sports ; terrain de rugby, piste d'athlétisme, aire de lancer de poids, courts de tennis, skatepark, pumptrack, terrain multisports...
Des aires de jeu pour enfants sont aussi implantées dans ce parc.

### Gastronomie
Les spécialités de la ville sont les crozets, des petites pâtes carrées au sarrasin, la polenta (à la fontine, importée d'Italie) et le fromage Beaufort qui est produit sur place. Au niveau sucré, les spécialités sont le farçon, un dessert à base de pain trempé dans du lait, de raisins secs et de safran, et les bugnes.

### Patrimoine culturel

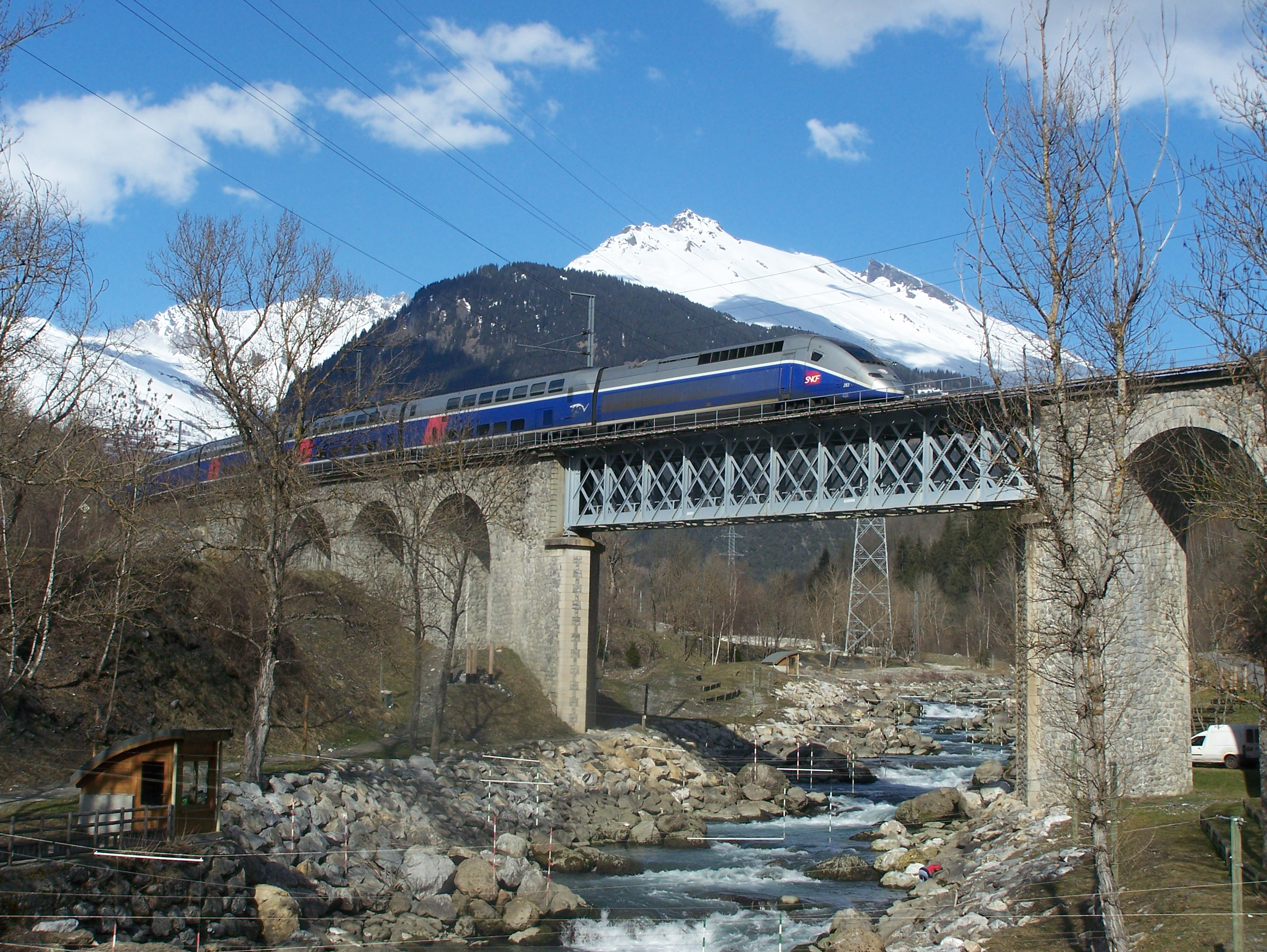
Un TGV duplex passant au-dessus de l'Isère à Bourg-Saint-Maurice.
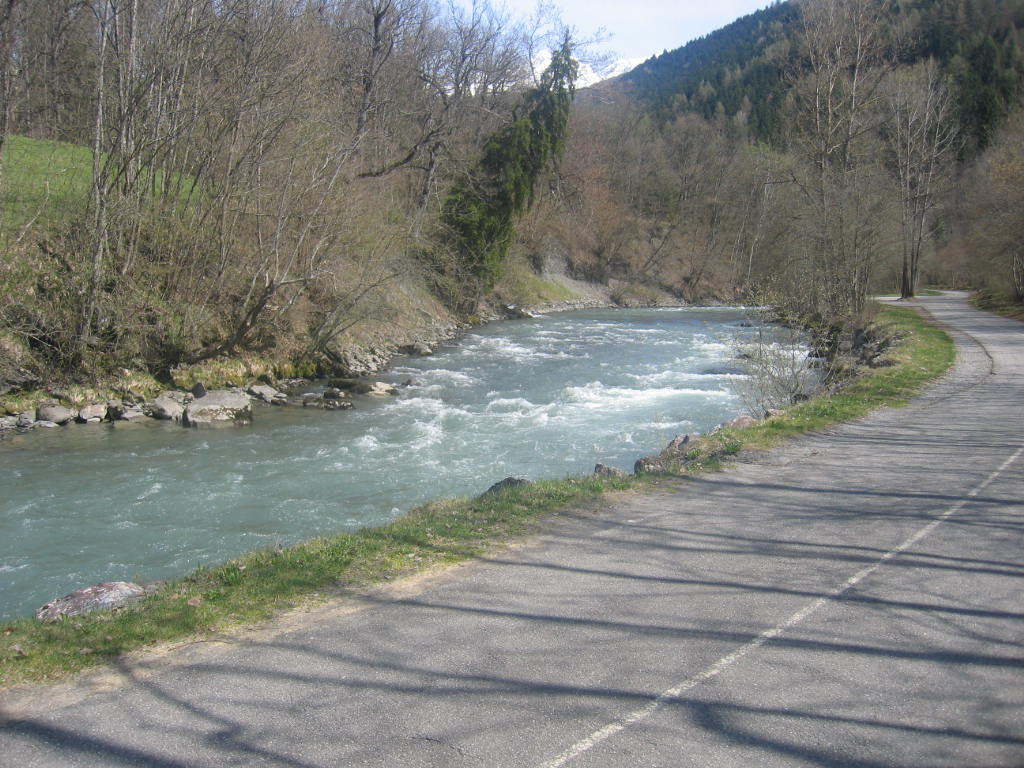
Piste cyclable au bord de l'Isère qui relie Bourg-Saint-Maurice à Aime.
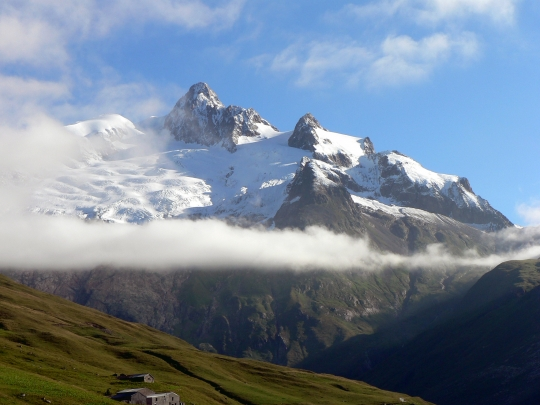
L'Aiguille des Glaciers, point culminant de Bourg-Saint-Maurice.

### Arts

#### Cinéma et télévision
- Dans le film Les Bronzés font du ski (1979), Jean-Claude Dus incarné par Michel Blanc arrive en Savoie par la gare de Bourg-Saint-Maurice.
- Dans le film Fatal (2010), le nom du village savoyard d'enfance de Robert Lafondue incarné par Michaël Youn, Bourg-la-Maurice, est une parodie de la commune[81].
- Le film Slalom (2020) est tourné à Bourg-Saint-Maurice.
- La saison 2 (Mission Haute Montagne) de l'émission Les Touristes (2024) animée par Arthur sur TF1 a été enregistrée aux Arcs[82].

#### Musique
- Créé en 2004, le groupe de reggae I Woks est originaire de Bourg-Saint-Maurice[83]. Plusieurs références à la ville sont présentes dans ses chansons.

### Personnalités liées à la commune
- Daniel Mayet (1815-1900), homme politique né à Bourg-Saint-Maurice, député de la Savoie de 1876 à 1885.
- Françoise Rey (1951-), romancière, y est née.
- Guy Martin (1957-), cuisinier, y est né.
- Hervé Gaymard (1960-), homme politique, y est né.
- Michel Barnier (1951-), homme politique, a été conseiller général de 1973 à 1999 du canton de Bourg-Saint-Maurice.

#### Sportifs
- Alain Marguerettaz (1962-), skieur champion du monde de descente en 1990, médaillé aux Jeux paralympiques d'hiver y est né.
- Christian Gaidet (1963-), skieur alpin y est né.
- Jean-Luc Crétier (1966-), skieur champion olympique de descente en 1998, adjoint aux sports de la commune de Bourg-Saint-Maurice depuis 2011.
- Bruno Mingeon (1967-), pilote de bobsleigh y est né.
- Sebastien Vassoney (1975-), snowboarder aux Jeux olympiques de 2002 - Half-pipe hommes [pourquoi ?]
- Enak Gavaggio (1976-), freerider, réside aux Arcs.
- Marie Martinod (1984-), médaillée d'argent aux JO de Sotchi en ski acrobatique y est née.
- Jean-Frédéric Chapuis (1989-), champion olympique 2014 de Ski cross y est né.
- Kevin Rolland (1989-), médaillé de bronze aux JO de Sotchi en ski acrobatique y est né.
- Marielle Berger Sabbatel (1990-), skieuse de ski-cross y est née.
- Maxime Rizzo (1993-), skieur alpin y est né.
- Adrien Thomasson (1993-), footballeur (Evian Thonon Gaillard, FC Nantes, RC Strasbourg) y est né.
- Chloé Trespeuch (1994-), médaillée de bronze aux JO de Sotchi en Snowboard cross y est née.
- Ken Caillot (1998-), skieur alpin y est né.
- Tess Ledeux (2001-), skieuse freestyle, médaillée d'argent aux JO de Pékin en ski acrobatique y est née.
- Éric Perrot (2001-), biathlète franco-norvégien y est né.

### Héraldique
| Armes de Bourg-Saint-Maurice | Les armes de Bourg-Saint-Maurice se blasonnent ainsi : D'azur à la croix d'argent chargée d'une croix tréflée de gueules, cantonnée au premier des lettres S et M onciales d'or, au deuxième d'une étoile du même, au troisième d'une aigle aussi d'or accostée de deux clochettes aussi d'argent et soutenue d'un casque de Ceutron du même, au quatrième d'un sapin arraché d'or On sait très peu de chose sur ce blason. La croix tréflée au centre est une croix de Saint Maurice, saint patron du duché de Savoie et du Saint Empire romain germanique. |